# Ricardo Araya
Hugo Ricardo Araya (ur. 14 marca 1960 w El Cano) – argentyński duchowny katolicki, biskup Cruz del Eje od 2017.

## Życiorys

### Prezbiterat
Święcenia kapłańskie otrzymał 21 grudnia 1984 i został inkardynowany do diecezji Río Cuarto. Był m.in. dyrektorem instytutu formacyjnego dla świeckich, kapelanem jednej z wojskowych formacji w Holmbergu oraz wychowawcą, wykładowcą i rektorem diecezjalnego seminarium.

### Episkopat
2 sierpnia 2017 papież Franciszek mianował go biskupem ordynariuszem diecezji Cruz del Eje. Sakry udzielił mu 7 października 2017 biskup Santiago Olivera.